# Fins voetbalelftal in 1986
Het Fins voetbalelftal speelde in totaal elf officiële interlands in het jaar 1986, waaronder drie wedstrijden in de kwalificatiereeks voor de EK-eindronde 1988 in West-Duitsland. De nationale selectie stond voor het vijfde opeenvolgende jaar onder leiding van bondscoach Martti Kuusela, de opvolger in de in 1981 afgezwaaide Esko Malm. Twee spelers kwamen in alle tien duels in actie voor hun vaderland, van de eerste tot en met de laatste minuut: Jukka Ikäläinen en Ari Hjelm.

## Balans
| Wedstrijden | Wedstrijden | Wedstrijden | Wedstrijden | Doelpunten | Doelpunten | Doelpunten | Punten |
| Gespeeld    | Winst       | Gelijk      | Verlies     | Voor       | Tegen      | Saldo      | Punten |
| ----------- | ----------- | ----------- | ----------- | ---------- | ---------- | ---------- | ------ |
| 11          | 3           | 4           | 4           | 9          | 12         | –3         | 0.909  |

## Interlands
|                                                       |                        |       |               |                                                                                        |
| 22 januari Vriendschappelijk № 430 «onderlinge duels» | Portugal               | 1 – 1 | Finland       | Estádio Municipal, Leiria Toeschouwers: 10.000 Scheidsrechter: José Donato Pérez (ESP) |
| 22 januari Vriendschappelijk № 430 «onderlinge duels» | Diamantino Miranda 72' |       | 14' Ari Hjelm | Estádio Municipal, Leiria Toeschouwers: 10.000 Scheidsrechter: José Donato Pérez (ESP) |

|                                                        |         |       |         |                                                                       |
| 21 februari Vriendschappelijk № 431 «onderlinge duels» | Bahrein | 0 – 0 | Finland | Al Ahli Stadion, Manamah Toeschouwers: 2.000 Scheidsrechter: onbekend |
| 21 februari Vriendschappelijk № 431 «onderlinge duels» |         |       |         | Al Ahli Stadion, Manamah Toeschouwers: 2.000 Scheidsrechter: onbekend |

|                                                        |         |                                                                         |         |                                                                       |
| 24 februari Vriendschappelijk № 432 «onderlinge duels» | Bahrein | 0 – 4                                                                   | Finland | Al Ahli Stadion, Manamah Toeschouwers: 1.500 Scheidsrechter: onbekend |
| 24 februari Vriendschappelijk № 432 «onderlinge duels» |         | 38' Ari Valvee 59' Markus Törnvall 85' Jukka Ikäläinen 89' Pasi Rasimus |         | Al Ahli Stadion, Manamah Toeschouwers: 1.500 Scheidsrechter: onbekend |

|                                                        |               |                   |         |                                                                                      |
| 28 februari Vriendschappelijk № 433 «onderlinge duels» | Saoedi-Arabië | 0 – 1             | Finland | Prins Mohamed bin Fahd Stadion, Dammam Toeschouwers: 16.000 Scheidsrechter: onbekend |
| 28 februari Vriendschappelijk № 433 «onderlinge duels» |               | ??' Kari Virtanen |         | Prins Mohamed bin Fahd Stadion, Dammam Toeschouwers: 16.000 Scheidsrechter: onbekend |

|                                                     |                                      |       |         |                                                                                                  |
| 17 april Vriendschappelijk № 434 «onderlinge duels» | Brazilië                             | 3 – 0 | Finland | Estádio Mané Garrincha, Brasilia Toeschouwers: 44.597 Scheidsrechter: José de Assis Aragão (BRA) |
| 17 april Vriendschappelijk № 434 «onderlinge duels» | Marinho ??' Oscar ??' Casagrande ??' |       |         | Estádio Mané Garrincha, Brasilia Toeschouwers: 44.597 Scheidsrechter: José de Assis Aragão (BRA) |

|                                                  |             |       |         |                                                                                  |
| 7 mei Vriendschappelijk № 435 «onderlinge duels» | Sovjet-Unie | 0 – 0 | Finland | Lenin Stadion, Moskou Toeschouwers: 38.000 Scheidsrechter: Ştefan Petrescu (ROM) |
| 7 mei Vriendschappelijk № 435 «onderlinge duels» |             |       |         | Lenin Stadion, Moskou Toeschouwers: 38.000 Scheidsrechter: Ştefan Petrescu (ROM) |

|                                                                |                    |       |                           |                                                                                       |
| 5 augustus Vriendschappelijk Officieus duel «onderlinge duels» | Finland            | 1 – 3 | Zweden                    | Sankariniemen Stadion, Lisalmi Toeschouwers: 2.044 Scheidsrechter: Tore Hollung (NOR) |
| 5 augustus Vriendschappelijk Officieus duel «onderlinge duels» | Jari Niinimäki 15' |       | Doelpuntenmakers onbekend | Sankariniemen Stadion, Lisalmi Toeschouwers: 2.044 Scheidsrechter: Tore Hollung (NOR) |

|                                                       |                   |       |                                                             |                                                                                |
| 6 augustus Vriendschappelijk № 436 «onderlinge duels» | Finland           | 1 – 3 | Zweden                                                      | Olympiastadion, Helsinki Toeschouwers: 7.040 Scheidsrechter: Einar Halle (NOR) |
| 6 augustus Vriendschappelijk № 436 «onderlinge duels» | Mika Lipponen 60' |       | 23' Robert Prytz 33' Johnny Ekström 35' (pen.) Robert Prytz | Olympiastadion, Helsinki Toeschouwers: 7.040 Scheidsrechter: Einar Halle (NOR) |

|                                                        |               |       |                                |                                                                                  |
| 20 augustus Vriendschappelijk № 437 «onderlinge duels» | Finland       | 1 – 0 | Duitse Democratische Republiek | Keskusurheilukenttä, Lahti Toeschouwers: 3.325 Scheidsrechter: Bo Karlsson (SWE) |
| 20 augustus Vriendschappelijk № 437 «onderlinge duels» | Ari Hjelm 61' |       |                                | Keskusurheilukenttä, Lahti Toeschouwers: 3.325 Scheidsrechter: Bo Karlsson (SWE) |

|                                                       |               |       |                  |                                                                                  |
| 10 september EK-kwalificatie № 438 «onderlinge duels» | Finland       | 1 – 1 | Wales            | Olympiastadion, Helsinki Toeschouwers: 9.840 Scheidsrechter: Gerald Losert (AUT) |
| 10 september EK-kwalificatie № 438 «onderlinge duels» | Ari Hjelm 11' |       | 68' Neil Slatter | Olympiastadion, Helsinki Toeschouwers: 9.840 Scheidsrechter: Gerald Losert (AUT) |

|                                                     |                                                   |       |         | |
| 15 oktober EK-kwalificatie № 439 «onderlinge duels» | Tsjecho-Slowakije                                 | 3 – 0 | Finland | Městský fotbalový stadion Srbská, Brno Toeschouwers: 26.000 Scheidsrechter: Gerassimos Germanakos (GRE) |
| 15 oktober EK-kwalificatie № 439 «onderlinge duels» | Petr Janečka 28' Ivo Knoflíček 43' Karel Kula 67' |       |         | Městský fotbalový stadion Srbská, Brno Toeschouwers: 26.000 Scheidsrechter: Gerassimos Germanakos (GRE) |

|                                                     |                         |       |         |                                                                               |
| 29 oktober EK-kwalificatie № 440 «onderlinge duels» | Denemarken              | 1 – 0 | Finland | Parken, Kopenhagen Toeschouwers: 40.300 Scheidsrechter: Thomas Donnelly (NIR) |
| 29 oktober EK-kwalificatie № 440 «onderlinge duels» | Jens Jørn Bertelsen 68' |       |         | Parken, Kopenhagen Toeschouwers: 40.300 Scheidsrechter: Thomas Donnelly (NIR) |

## Statistieken
| Kari Laukkanen    | 1963-12-14 | Cercle Brugge       | 5  | 0 | 0 | 6  | 0 |
| Olli Huttunen     | 1960-08-04 | FC Haka Valkeakoski | 4  | 0 | 0 | 36 | 0 |
| Olli Isoaho       | 1956-03-02 | Västerås SK         | 1  | 0 | 0 | 20 | 0 |
| Ismo Korhonen     | 1962-02-10 | Kuusysi Lahti       | 1  | 0 | 0 | 1  | 0 |
| Verdediging       |            |                     |    |   |   |    |   |
| Esa Pekonen       | 1961-11-04 | Kuusysi Lahti       | 8  | 0 | 0 |    |   |
| Jari Europaeus    | 1962-12-29 | Gefle IF            | 7  | 2 | 0 |    |   |
| Hannu Turunen     | 1956-06-24 | KuPS Kuopio         | 7  | 0 | 0 |    |   |
| Aki Lahtinen      | 1958-10-31 | Kemin Pallo-Toverit | 6  | 0 | 0 |    |   |
| Erkka Petäjä      | 1964-02-13 | Östers IF           | 6  | 0 | 0 |    |   |
| Mikael Granskog   | 1961-03-26 | IFK Norrköping      | 4  | 0 | 0 |    |   |
| Arto Uimonen      | 1958-01-07 | Ilves Tampere       | 2  | 0 | 0 |    |   |
| Jyrki Hännikainen | 1965-03-30 | Kuusysi Lahti       | 1  | 0 | 0 | 1  | 0 |
| Keijo Kousa       | 1959-07-27 | Kuusysi Lahti       | 0  | 1 | 0 | 18 | 4 |
| Ilkka Remes       | 1963-07-29 | Kuusysi Lahti       | 0  | 1 | 0 |    |   |
| Middenveld        |            |                     |    |   |   |    |   |
| Jukka Ikäläinen   | 1957-05-14 | Kemin Pallo-Toverit | 11 | 0 | 1 |    |   |
| Markus Törnvall   | 1964-12-31 | FC Haka Valkeakoski | 8  | 0 | 1 |    |   |
| Kari Ukkonen      | 1961-12-19 | KSC Lokeren         | 6  | 0 | 0 |    |   |
| Pasi Tauriainen   | 1964-10-04 | Berchem Sport       | 4  | 1 | 0 |    |   |
| Jyrki Nieminen    | 1951-03-30 | HJK Helsinki        | 3  | 0 | 0 |    |   |
| Kari Virtanen     | 1958-09-15 | RoPS Rovaniemi      | 2  | 2 | 1 |    |   |
| Pasi Rasimus      | 1962-03-06 | HJK Helsinki        | 2  | 1 | 1 |    |   |
| Pasi Rautiainen   | 1961-07-18 | FC Luzern           | 2  | 1 | 0 |    |   |
| Petri Tiainen     | 1966-09-26 | Ajax Amsterdam      | 1  | 2 | 0 |    |   |
| Leo Houtsonen     | 1958-10-25 | KuPS Kuopio         | 0  | 1 | 0 | 48 | 1 |
| Aanval            |            |                     |    |   |   |    |   |
| Ari Hjelm         | 1962-02-24 | Ilves Tampere       | 11 | 0 | 3 |    |   |
| Jari Rantanen     | 1961-12-31 | IFK Göteborg        | 7  | 0 | 0 | 16 | 3 |
| Mika Lipponen     | 1964-05-09 | FC Twente           | 6  | 0 | 1 |    |   |
| Ari Valvee        | 1960-12-01 | HJK Helsinki        | 3  | 7 | 1 | 39 | 9 |
| Jari Niinimäki    | 1957-12-01 | AIK Solna           | 1  | 2 | 0 |    |   |
| Kimmo Tarkkio     | 1966-01-15 | HJK Helsinki        | 1  | 2 | 0 |    |   |
| Ismo Lius         | 1965-11-30 | Kuusysi Lahti       | 1  | 1 | 0 |    |   |
| Ari Jalasvaara    | 1959-07-20 | RoPS Rovaniemi      | 0  | 1 | 0 |    |   |

Finse voetbalbond · A-internationals · Bondscoaches · Statistieken · Fins vrouwenelftal · Olympisch elftal · Finland U21 · Finland U20 · Finland U19 · Finland U18 · Finland U17 · Finland U16
1911 – 1919 ·
1920 – 1929 ·
1930 – 1939 ·
1940 – 1949 ·
1950 – 1959 ·
1960 – 1969 ·
1970 – 1979 ·
1980 – 1989 ·
1990 – 1999 ·
2000 – 2009 ·
2010 – 2019 ·
2020 − 2029
EK 2020
OS 1912 ·
OS 1936 ·
OS 1952 ·
OS 1980
1911 · 
1912 · 
1913 · 
1914 · 
1915 · 1916 · 1917 · 1918 · 
1919 · 
1920 · 
1921 · 
1922 · 
1923 · 
1924 · 
1925 · 
1926 · 
1927 · 
1928 · 
1929 · 
1930 · 
1931 · 
1932 · 
1933 · 
1934 · 
1935 · 
1936 · 
1937 · 
1938 · 
1939 · 
1940 · 
1941 · 
1942 · 
1943 · 
1944 · 
1945 · 
1946 · 
1947 · 
1948 · 
1949 · 
1950 · 
1952 · 
1952 · 
1953 · 
1954 · 
1955 · 
1956 · 
1957 · 
1958 · 
1959 · 
1960 · 
1961 · 
1962 · 
1963 · 
1964 · 
1965 · 
1966 · 
1967 · 
1968 · 
1969 · 
1970 · 
1971 · 
1972 · 
1973 · 
1974 · 
1975 · 
1976 · 
1977 · 
1978 · 
1979 · 
1980 · 
1981 · 
1982 · 
1983 · 
1984 · 
1985 · 
1986 · 
1987 · 
1988 · 
1989 · 
1990 · 
1991 · 
1992 · 
1993 · 
1994 · 
1995 · 
1996 · 
1997 · 
1998 · 
1999 · 
2000 · 
2001 · 
2002 · 
2003 · 
2004 · 
2005 · 
2006 · 
2007 · 
2008 · 
2009 · 
2010 · 
2011 · 
2012 · 
2013 · 
2014 · 
2015 · 
2016 · 
2017 · 
2018 ·
2019 ·
2020
Albanië ·
Algerije ·
Andorra ·
Armenië ·
Azerbeidzjan ·
Bahrein ·
Barbados ·
België ·
Bermuda ·
Bolivia ·
Bosnië en Herzegovina ·
Brazilië ·
Bulgarije ·
Canada ·
Chili ·
China ·
Colombia ·
Costa Rica ·
Cyprus ·
Denemarken ·
DDR ·
(West-)Duitsland ·
Ecuador ·
Egypte ·
Engeland ·
Estland ·
Faeröer ·
Frankrijk ·
Georgië ·
Griekenland ·
Honduras ·
Hongarije ·
Ierland ·
IJsland ·
India ·
Irak ·
Israël ·
Italië ·
Japan ·
Jemen ·
Joegoslavië ·
Jordanië ·
Kameroen ·
Kazachstan ·
Koeweit ·
Kosovo ·
Kroatië ·
Letland ·
Liechtenstein ·
Litouwen ·
Luxemburg ·
Maleisië ·
Malta ·
Marokko ·
Mexico ·
Moldavië ·
Montenegro ·
Nederland ·
Noord-Ierland ·
Noord-Korea ·
Noord-Macedonië ·
Noorwegen ·
Oekraïne · 
Oman ·
Oostenrijk ·
Peru ·
Polen ·
Portugal ·
Qatar ·
Roemenië ·
Rusland ·
San Marino ·
Saoedi-Arabië ·
Schotland ·
Servië ·
Servië en Montenegro ·
Singapore ·
Slovenië ·
Slowakije ·
Sovjet-Unie ·
Spanje ·
Thailand ·
Trinidad en Tobago ·
Tsjechië ·
Tsjecho-Slowakije ·
Tunesië ·
Turkije ·
Uruguay ·
Verenigde Arabische Emiraten ·
Verenigde Staten ·
Wales ·
Wit-Rusland ·
Zuid-Korea ·
Zweden ·
Zwitserland
België (2021) · 
Denemarken (2021) · 
Rusland (2021)